# Sr’bium
| \| \| |
|       |

|  |

Sr’bium (lateinisch Serapeum, auch Sarabium, arabisch سرايبوم) ist ein Dorf im Gouvernement al-Ismaʿiliyya in Ägypten. Es liegt etwa acht Kilometer nordwestlich des großen Bittersees al-Buhayrah al-Murra al-Kubra. Östlich des Dorfes befindet sich der Sueskanal. Das Verwaltungszentrum des Gouvernements liegt im etwa 13 Kilometer nordwestlich entfernten Ismailia. Die Haupteinnahmequelle der Einwohner ist die Landwirtschaft. Der Name des Dorfes deutet auf ein aus vorchristlicher und vorislamischer Zeit stammendes Serapeum für den Gott Serapis hin.

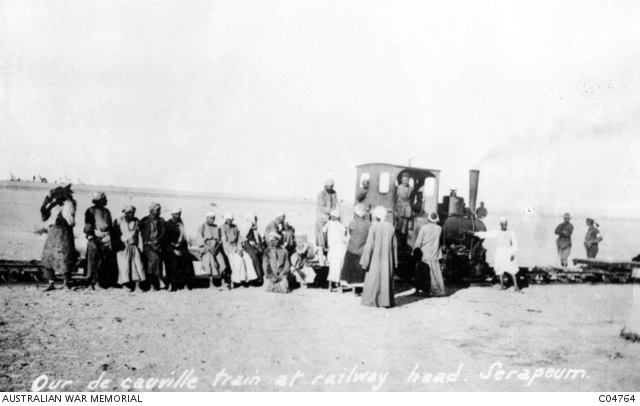
Australische Feldbahn am Schienenende in Serapeum, 1914–1918